# Laid to Rest
Laid to Rest é um filme slasher produzido nos Estados Unidos, dirigido e roteirizado por Robert Green Hall e lançado em 2009.